# (5091) Исаковский
(5091) Исаковский (лат. Isakovskij) — типичный астероид главного пояса, открыт 25 сентября 1981 года советским астрономом Людмилой Черных в Крымской астрофизической обсерватории и 20 июня 1997 года назван в честь поэта Михаила Исаковского.

## Обнаружение и именование
(5091) Исаковский
Открыт 25 сентября 1981 года в Научном Л. И. Черных.
Назван в память о поэте Михаиле Васильевиче Исаковском (1900—1973), стихи которого отличаются своей мелодичностью. Многие из них были положены на музыку и стали популярными песнями.
Оригинальный текст (англ.)5091 Isakovskij
Discovered 1981-09-25 by Chernykh, L. I. at Nauchnyj.
Named in memory of Mikhail Vasilʹevich Isakovskij (1900—1973), a poet whose verses are remarkable for their tunefulness. Many of them were set to music and became popular songs.
Источники: DISCOVERY.DB; M.P.C. 30096.

## Орбита

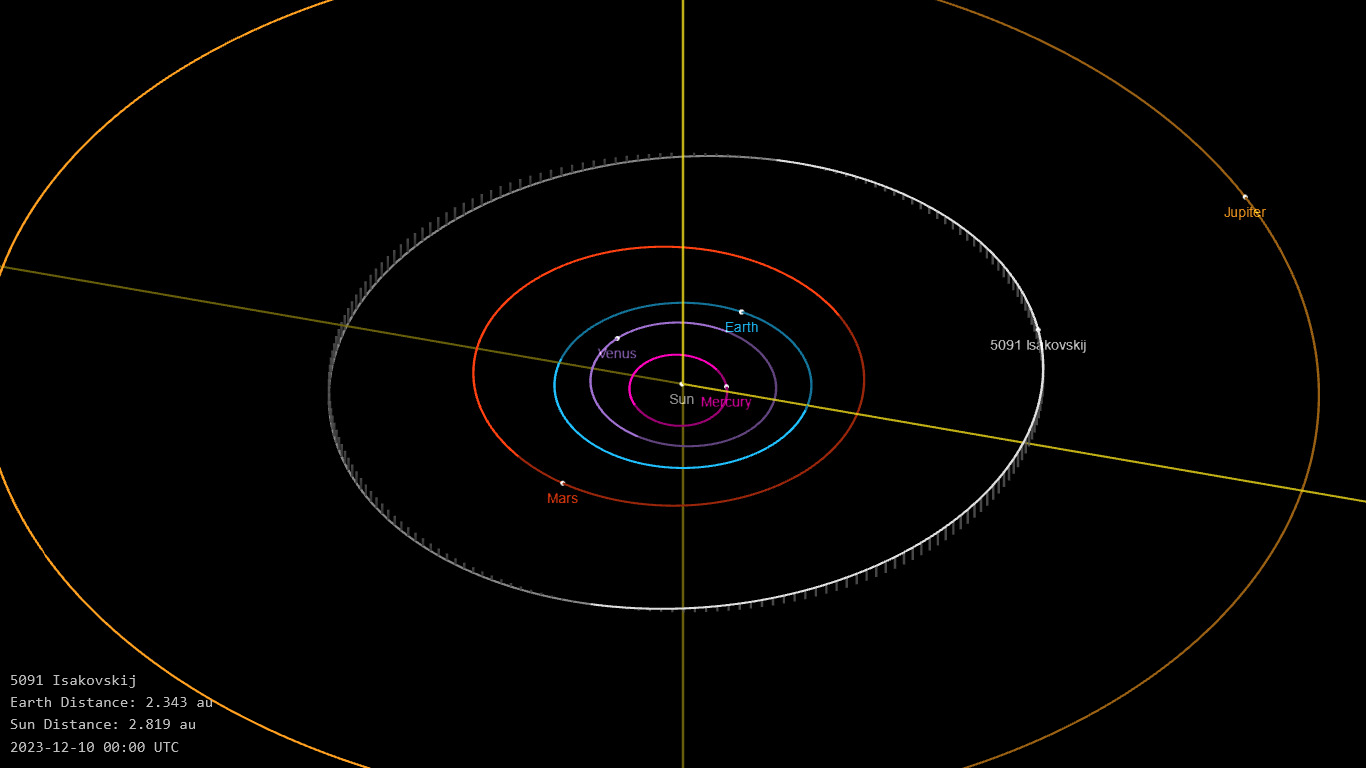
Орбита астероида Исаковский и его положение в Солнечной системе

## Физические характеристики
Из результатов второго этапа спектроскопической съёмки малых астероидов главного пояса (Small Main-belt Asteroid Spectroscopic Survey, SMASSII) следует, что астероид относится к таксономическому классу C, а из наблюдений системы телескопов панорамного обзора и быстрого реагирования Pan-STARRS — к классу X.
По результатам наблюдений в инфракрасном диапазоне спутника Akari и наблюдений в видимом и ближнем инфракрасном диапазоне космического телескопа NEOWISE диаметр астероида сначала оценивался равным 17,28±0,86 км, позже — 17,26±5,39 км, 15,78±5,60 км, 14,41±4,30 км, 17,255±5,392 км. Согласно тем же источникам альбедо оценивается как 0,088±0,009, 0,065±0,057 и 0,07±0,05.